# Caso Shaffer v. Heitner
Shaffer v. Heitner (1977), é um caso de direito societário dos Estados Unidos em que a Suprema Corte estabeleceu que a propriedade de ações de um réu em uma corporação incorporada a um estado, sem mais, é insuficiente para permitir que os tribunais desse estado exerçam jurisdição sobre o réu. O caso estabeleceu uma estrutura para avaliar quando um réu será considerado como tendo contatos mínimos com o estado do foro suficiente para o exercício da jurisdição ser consistente com o devido processo sob a Décima Quarta Emenda.